# Fourth Division 1982-1983
La Fourth Division 1982-1983 è stato il 25º campionato inglese di calcio di quarta divisione. Il titolo di campione di lega è stato vinto dai londinesi del Wimbledon FC, promossi in terza divisione per la terza volta nelle ultime cinque stagioni. Le altre promozioni in Third Division sono state invece conseguite dall'Hull City (2º classificato), dal Port Vale (3º classificato, che torna dopo sei anni nella categoria superiore) e dallo Scunthorpe United (quest'ultimo, 4º classificato dopo la rielezione della precedente stagione, è risalito dopo undici anni di attesa nel terzo livello del calcio inglese).
Capocannoniere del torneo è stato Steve Cammack (Scunthorpe United) con 25 reti.

## Stagione

### Novità
Al termine della stagione precedente insieme ai campioni di lega dello Sheffield United, salirono in Third Division anche: il Bradford City (2º classificato), il Wigan Athletic (3º classificato) ed il Bournemouth (4º classificato)
Queste squadre furono rimpiazzate dalla quattro retrocesse provenienti dalla serie superiore: Wimbledon FC (alla seconda retrocessione in altrettante partecipazioni alla terza divisione), Swindon Town (relegato per la prima volta nel quarto livello del calcio inglese), Bristol City (alla seconda retrocessione consecutiva e per la prima volta sceso in quarta divisione) e Chester (quest'ultimo fece ritorno nell'ultima categoria professionistica della lega dopo otto anni di assenza).
Il Rochdale, il Northampton Town, lo Scunthorpe United ed il Crewe Alexandra che occuparono le ultime quattro posizioni della classifica, vennero rieletti in Football League dopo una votazione che ebbe il seguente responso:
| Club              | Lega                    | Voti | Verdetto   |
| ----------------- | ----------------------- | ---- | ---------- |
| Northampton Town  | Fourth Division         | 53   | Rieletto   |
| Crewe Alexandra   | Fourth Division         | 50   | Rieletto   |
| Rochdale          | Fourth Division         | 48   | Rieletto   |
| Scunthorpe United | Fourth Division         | 48   | Rieletto   |
| Telford United    | Alliance Premier League | 15   | Non Eletto |

### Aggiornamenti
Cambio di denominazione:
- da Chester Football Club a Chester City Football Club.[1]

### Formula
Le prime quattro classificate venivano promosse in Third Division, mentre le ultime quattro erano sottoposte al processo di rielezione.

## Squadre partecipanti
| Squadra             | Città                    | Stadio            | Stagione precedente                      |
| ------------------- | ------------------------ | ----------------- | ---------------------------------------- |
| Aldershot           | Aldershot                | Recreation Ground | 16º posto in Fourth Division             |
| Blackpool           | Blackpool                | Bloomfield Road   | 12º posto in Fourth Division             |
| Bristol City        | Bristol                  | Ashton Gate       | 23º posto in Second Division, retrocesso |
| Bury                | Bury                     | Gigg Lane         | 9º posto in Fourth Division              |
| Chester City        | Chester                  | Sealand Road      | 24º posto in Second Division, retrocesso |
| Colchester United   | Colchester               | Layer Road        | 6º posto in Fourth Division              |
| Crewe Alexandra     | Crewe                    | Gresty Road       | 24º posto in Fourth Division, rieletto   |
| Darlington          | Darlington               | Feethams Ground   | 13º posto in Fourth Division             |
| Halifax Town        | Halifax                  | The Shay          | 19º posto in Fourth Division             |
| Hartlepool United   | Hartlepool               | Victoria Park     | 14º posto in Fourth Division             |
| Hereford United     | Hereford                 | Edgar Street      | 10º posto in Fourth Division             |
| Hull City           | Kingston upon Hull       | Boothferry Park   | 8º posto in Fourth Division              |
| Mansfield Town      | Mansfield                | Field Mill        | 20º posto in Fourth Division             |
| Northampton Town    | Northampton              | County Ground     | 22º posto in Fourth Division, rieletto   |
| Peterborough United | Peterborough             | London Road       | 5º posto in Fourth Division              |
| Port Vale           | Stoke on Trent (Burslem) | Vale Park         | 7º posto in Fourth Division              |
| Rochdale            | Rochdale                 | Spotland Stadium  | 21º posto in Fourth Division, rieletto   |
| Scunthorpe United   | Scunthorpe               | Old Showground    | 23º posto in Fourth Division, rieletto   |
| Stockport County    | Stockport                | Edgeley Park      | 18º posto in Fourth Division             |
| Swindon Town        | Swindon                  | County Ground     | 22º posto in Third Division, retrocesso  |
| Torquay United      | Torquay                  | Plainmoor         | 15º posto in Fourth Division             |
| Tranmere Rovers     | Birkenhead               | Prenton Park      | 11º posto in Fourth Division             |
| Wimbledon FC        | Londra (Wimbledon)       | Plough Lane       | 21º posto in Third Division, retrocesso  |
| York City           | York                     | Bootham Crescent  | 17º posto in Fourth Division             |

## Classifica finale
|  | Pos. | Squadra          | Pt | G  | V  | N  | P  | GF | GS | DR  |
|  | ---- | ---------------- | -- | -- | -- | -- | -- | -- | -- | --- |
|  | 1    | Wimbledon FC     | 98 | 46 | 29 | 11 | 6  | 96 | 45 | +51 |
|  | 2    | Hull City        | 90 | 46 | 25 | 15 | 6  | 75 | 34 | +41 |
|  | 3    | Port Vale        | 88 | 46 | 26 | 10 | 10 | 67 | 34 | +33 |
|  | 4    | Scunthorpe Utd   | 83 | 46 | 23 | 14 | 9  | 71 | 42 | +29 |
|  | 5    | Bury             | 81 | 46 | 23 | 12 | 11 | 74 | 46 | +28 |
|  | 6    | Colchester Utd   | 81 | 46 | 24 | 9  | 13 | 75 | 55 | +20 |
|  | 7    | York City        | 79 | 46 | 22 | 13 | 11 | 88 | 58 | +30 |
|  | 8    | Swindon Town     | 68 | 46 | 19 | 11 | 16 | 61 | 54 | +7  |
|  | 9    | Peterborough Utd | 64 | 46 | 17 | 13 | 16 | 58 | 52 | +6  |
|  | 10   | Mansfield Town   | 61 | 46 | 16 | 13 | 17 | 61 | 70 | -9  |
|  | 11   | Halifax Town     | 60 | 46 | 16 | 12 | 18 | 59 | 66 | -7  |
|  | 12   | Torquay Utd      | 58 | 46 | 17 | 7  | 22 | 56 | 65 | -9  |
|  | 13   | Chester City     | 56 | 46 | 15 | 11 | 20 | 55 | 60 | -5  |
|  | 14   | Bristol City     | 56 | 46 | 13 | 17 | 16 | 59 | 70 | -11 |
|  | 15   | Northampton Town | 54 | 46 | 14 | 12 | 20 | 65 | 75 | -10 |
|  | 16   | Stockport County | 54 | 46 | 14 | 12 | 20 | 60 | 79 | -19 |
|  | 17   | Darlington       | 52 | 46 | 13 | 13 | 20 | 61 | 71 | -10 |
|  | 18   | Aldershot        | 51 | 46 | 12 | 15 | 19 | 61 | 82 | -21 |
|  | 19   | Tranmere         | 50 | 46 | 13 | 11 | 22 | 49 | 71 | -22 |
|  | 20   | Rochdale         | 49 | 46 | 11 | 16 | 19 | 55 | 73 | -18 |
|  | 21   | Blackpool (-2)   | 49 | 46 | 13 | 12 | 21 | 55 | 74 | -19 |
|  | 22   | Hartlepool Utd   | 48 | 46 | 13 | 9  | 24 | 46 | 76 | -30 |
|  | 23   | Crewe Alexandra  | 41 | 46 | 11 | 8  | 27 | 53 | 71 | -18 |
|  | 24   | Hereford Utd     | 41 | 46 | 11 | 8  | 27 | 42 | 79 | -37 |

Legenda:
      Promosso in Third Division 1983-1984.
      Rieletto nella Football League.
Regolamento:
Tre punti a vittoria, uno a pareggio, zero a sconfitta.
A parità di punti le squadre venivano classificate secondo la differenza reti.
Note:

Blackpool costretto alla rielezione per peggior differenza reti rispetto all'ex aequo Rochdale.
Il Blackpool è stato sanzionato con 2 punti di penalizzazione per aver utilizzato un calciatore non registrato in due gare di campionato.